# Uirapuru (Goiás)
Uirapuru è un comune del Brasile nello Stato del Goiás, parte della mesoregione del Noroeste Goiano e della microregione di São Miguel do Araguaia.